# Varbóc
Varbóc (ehemals auch Varbócz) ist eine ungarische Gemeinde im Kreis Edelény im Komitat Borsod-Abaúj-Zemplén.

## Geografische Lage
Varbóc liegt in Nordungarn, 41,5 Kilometer nordwestlich des Komitatssitzes Miskolc und 20 Kilometer nordwestlich der Kreisstadt Edelény. In der Gemeinde entspringt der Bach Víz-völgyi-patak. Nachbargemeinden sind Perkupa, Szőlősardó, Tornakápolna, Szinpetri und Szin.

## Geschichte
Im Jahr 1907 gab es in der damaligen Kleingemeinde 68 Häuser und 284 Einwohner auf einer Fläche von 1756 Katastraljochen. Sie gehörte zur damaligen Zeit zum Bezirk Torna im Komitat Abaúj-Torna.

## Sehenswürdigkeiten
- Höhlen
- Reformierte Kirche, erbaut 1806 im spätbarocken Stil, 1895 renoviert
- Römisch-katholische Kirche Szűz Mária Szeplőtelen Szíve, erbaut 1954

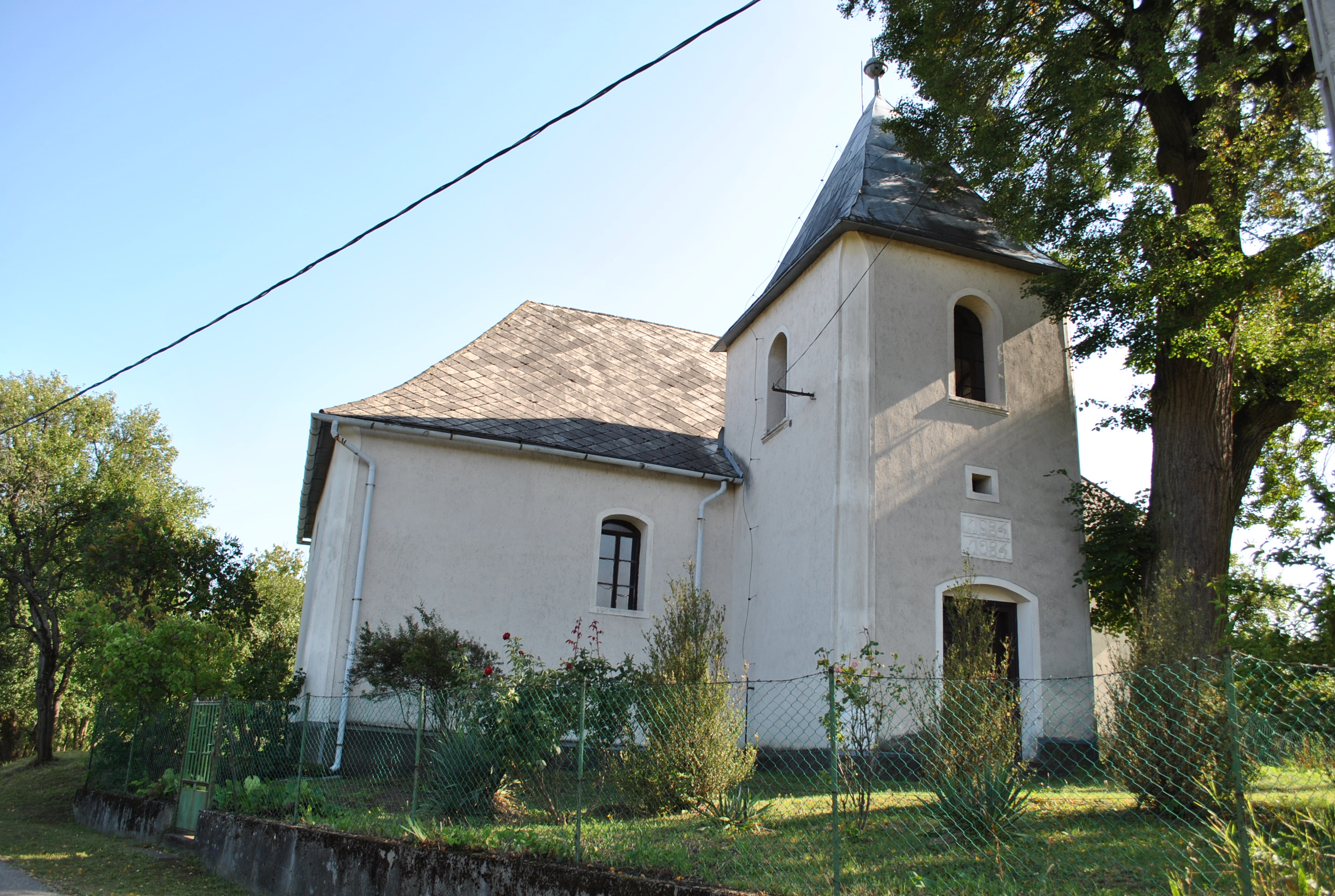
Reformierte Kirche
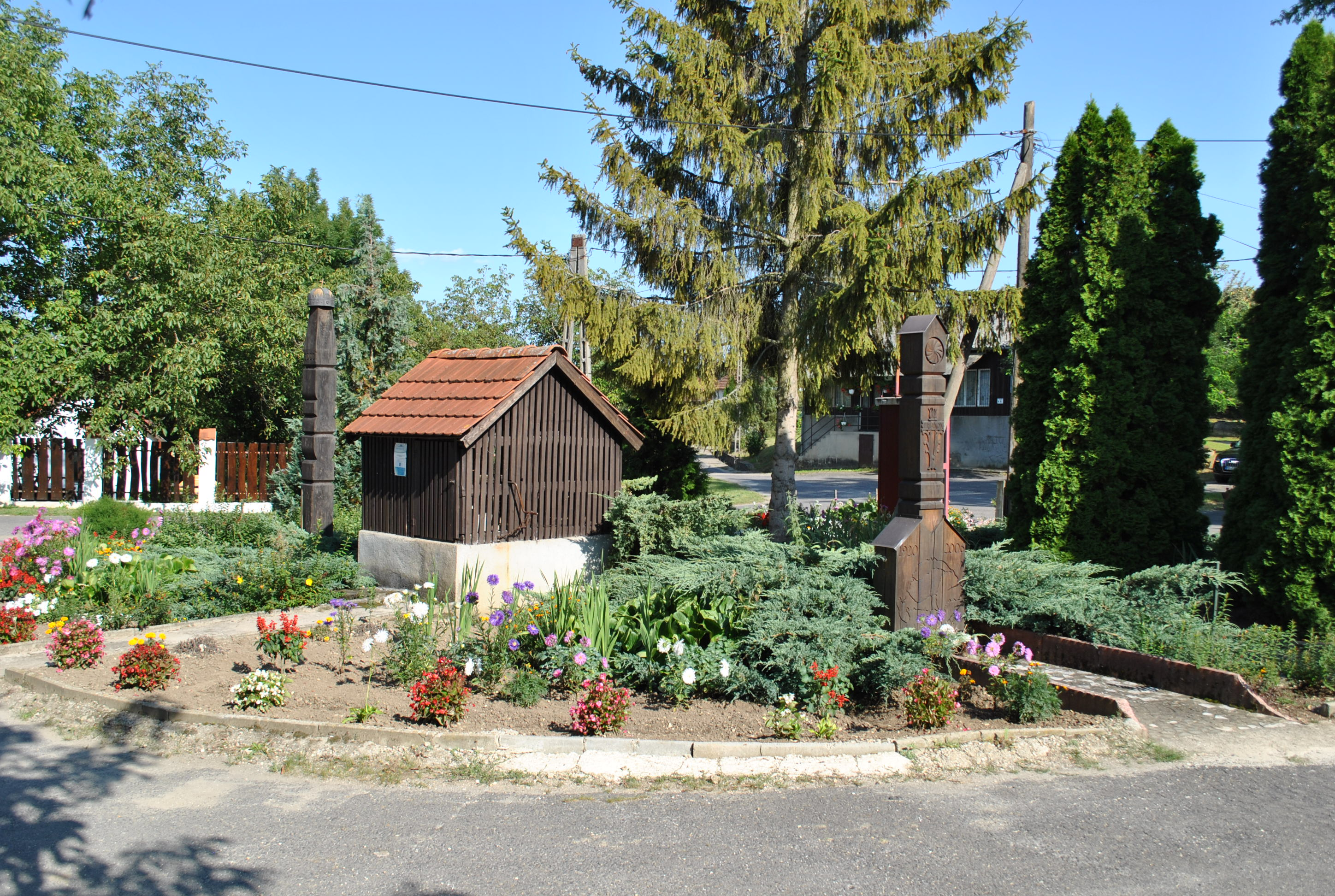
Gedenkstelen im Ort

## Verkehr
Varbóc ist nur über die Nebenstraße Nr. 26112 zu erreichen. Der nächstgelegene Bahnhof befindet sich vier Kilometer östlich in Perkupa.